# Александрово (Суботица)
Александрово је градска четврт и месна заједница града Суботице.

## Назив
Најчешће употребљавани називи насеља су Александрово и Шандор. На мађарском је насеље познато као Sándor, хрватском Šandor, a на немачком као Schandor.

## Географија
Александрово се налази на 46° 4' 13" северне географске ширине и 19° 41' 2" источне географске дужине. Насеље је најјужнији део града Суботице. Кроз територију насеља пролазе државни пут 11 (Y крак), ауто-пут A1 и пруге Суботица—Сента и Суботица—Београд. Уз источну границу насеља се налази Палићко језеро.

### Делови насеља
Александрово је подељено на два дела која раздваја улица Старине Новака: Велики Шандор, стари део са источне стране и Ново Насеље са западне стране. То су устаљени колонијални изрази, дефинисани годинама изградње већих објеката.
Стари део чине већином старије зграде које данас делом служе као стамбени објекти, а делом као продавнице. У њему се још налазе основна школа, православна црква, неколико пекара и месара, железничка станица „Александрово предграђе“, фабрика „Братство“, једина књижара у овом делу града и неколико коцкарница. У овом делу насеља се куће много мање граде. Стари део Александрова је индустријски развијенији, али има мање зелених површина и дрвећа.
У новом делу се налази мала пијаца, католичка црква, неколико продавница и трафика, фабрике „Фиделинка“ и „Млекара“ и неколико фризерских салона. У овом делу насеља још увек има плацева за изградњу кућа, а на његовој површини има неколико десетина њива под домаћим културама (кукуруз и пшеница).

## Историја
На овом подручју су пронађени трагови старијих насеља, који датирају из бронзаног доба, сарматског периода и средњег века.
Насеље Александрово основали су Срби из Суботице 1786. године, а 1804. године је оно добило званичан статус села. У ово доба, већину становника насеља чинили су Срби, са нешто Буњеваца. Александрово је било засебна општина све до 1904. године, када је прикључено Суботици.
27. јула 1919. године, Александрово је посетио регент и престолонаследник Краљевства Срба, Хрвата и Словенаца Александар Карађорђевић. Присуствовао је служби у православном храму Светог Димитрија, где га је дочекао парох Милош Пилић. Након службе се регент лично обратио Александровчанима, који су се окупили у великом броју и засипали госта цвећем.

## Демографија
По подацима из 1910. године, Александрово је имало 1.589 становника, од којих је 741 говорило српски, 323 немачки, 271 мађарски и 249 остале језике.
По подацима из 2019. године, Александрово је имало 6.669 становника.

### Религија
У Александрову се налази Српска православна црква Светог Димитрија изграђена 1818. године, а постоји и Католичка црква Марије Мајке, изграђена 1982. године.
На обали Палићког језера, покрај пруге за Сенту, налазе се Водице посвећене Великој Госпојини.

## Привреда
У Александрову се налази неколико значајних фирми: „Братство“ (производња и ремонт теретних вагона), Суботичка млекара, „Фиделинка“ (индустрија хлеба), „29. новембар“ (месна индустрија).

## Спорт
У насељу постоји рвачки клуб „Александрово“. Такође постоји и фудбалски клуб „Локомотива", који своје утакмице одиграва на фудбалском терену „Братство".
Српски кошаркаш Никола Калинић је рођен у Александрову. Ту је одрастао и начинио своје прве кошаркашке кораке.